# Ciricito
Ciricito è un comune (corregimiento) della Repubblica di Panama situato nel distretto di Colón, provincia di Colón. Si estende su una superficie di 64,3 km² e conta una popolazione di 2.900 abitanti (censimento 2010).